# Václav Jemelka
Václav Jemelka, né le 23 juin 1995 à Olomouc en Tchéquie, est un footballeur international tchèque qui évolue au poste de défenseur central au Viktoria Plzeň.

## Biographie

### Carrière en club

#### Sigma Olomouc
Václav Jemelka est formé au club du Sigma Olomouc. Il fait ses débuts professionnels le 16 mars 2016, à l'occasion d'un match de Coupe de Tchéquie face au FC Viktoria Plzeň. Il est titulaire au poste d'arrière gauche et les deux équipes font match nul (1-1).
Il joue son premier match en coupe d'Europe le 9 août 2018, lors du troisième tour préliminaire de la Ligue Europa face au club kazakh du Kaïrat Almaty (victoire 2-0 des Tchèques).

#### OH Louvain
Le 5 octobre 2020, Václav Jemelka est prêté avec option d'achat à l'OH Louvain.
Bien qu'il se soit imposé comme un titulaire avec un total de 25 matchs toutes compétitions confondues, Jemelka n'est pas conservé par le club belge qui ne lève pas son option d'achat en raison du contexte difficile lié au covid.

#### Retour au Sigma Olomouc
Bien qu'il fût annoncé partant, Václav Jemelka fait son retour au Sigma Olomouc à la fin de son prêt à Louvain. Il se montre décisif dès la quatrième journée de la saison 2021-2022, le 14 août 2021 en marquant un but face au SK Dynamo České Budějovice (3-3 score final).

### Viktoria Plzeň
Le 11 août 2022, Václav Jemelka rejoint le Viktoria Plzeň. Il signe un contrat de trois ans.
Il découvre alors la Ligue des champions, jouant son premier match lors d'une rencontre qualificative face au Qarabağ FK le 17 août 2022, où il est titularisé (0-0 score final). Son équipe s'étant qualifiée pour la phase de groupe, il participe à celle-ci, étant notamment titulaire lors du premier match face au FC Barcelone le 7 septembre 2022. Il délivre notamment une passe décisive pour Jan Sýkora ce jour-là mais son équipe est battue par cinq buts à un.

### En sélection nationale
Jemelka est appelé en juin 2018 par Karel Jarolím, le sélectionneur de la Tchéquie pour les matchs amicaux face à l'Australie et le Nigeria mais il ne joue finalement aucun des deux matchs.

## Statistiques
| Saison                | Club                  | Championnat           | Championnat | Championnat | Coupe(s) nationale(s) | Coupe(s) nationale(s) | Compétition(s) continentale(s) | Compétition(s) continentale(s) | Compétition(s) continentale(s) | Total | Total |
| Saison                | Club                  | Division              | M.          | B.          | M.                    | B.                    | Comp.                          | M.                             | B.                             | M.    | B.    |
| 2015-2016             | Sigma Olomouc         | D1                    | -           | -           | 1                     | 0                     | -                              | -                              | -                              | 1     | 0     |
| 2016-2017             | Sigma Olomouc         | D2                    | 7           | 0           | -                     | -                     | -                              | -                              | -                              | 7     | 0     |
| 2017-2018             | Sigma Olomouc         | D1                    | 27          | 1           | 1                     | 0                     | -                              | -                              | -                              | 28    | 1     |
| 2018-2019             | Sigma Olomouc         | D1                    | 28          | 2           | 3                     | 1                     | C3                             | 3                              | 0                              | 34    | 3     |
| 2019-2020             | Sigma Olomouc         | D1                    | 31          | 3           | 5                     | 0                     | -                              | -                              | -                              | 36    | 3     |
| 2020-2021             | Sigma Olomouc         | D1                    | 6           | 0           | -                     | -                     | -                              | -                              | -                              | 6     | 0     |
| 2021-2022             | Sigma Olomouc         | D1                    | 27          | 0           | 3                     | 0                     | -                              | -                              | -                              | 30    | 0     |
| 2022-2023             | Sigma Olomouc         | D1                    | 2           | 0           | -                     | -                     | -                              | -                              | -                              | 2     | 0     |
| Sous-total            | Sous-total            | Sous-total            | 128         | 6           | 13                    | 1                     | -                              | 3                              | 0                              | 144   | 7     |
| 2020-2021             | OH Louvain (prêt)     | Jupiler Pro League    | 23          | 0           | 2                     | 0                     | -                              | -                              | -                              | 25    | 0     |
| Sous-total            | Sous-total            | Sous-total            | 23          | 0           | 2                     | 0                     | -                              | 0                              | 0                              | 25    | 0     |
| 2022-2023             | Viktoria Plzeň        | D1                    | 30          | 1           | 1                     | 0                     | C1                             | 8                              | 0                              | 39    | 1     |
| Sous-total            | Sous-total            | Sous-total            | 30          | 1           | 1                     | 0                     | -                              | 8                              | 0                              | 39    | 1     |
| Total sur la carrière | Total sur la carrière | Total sur la carrière | 181         | 7           | 16                    | 1                     | -                              | 11                             | 0                              | 208   | 8     |